# Rolls-Royce Motor Cars
Rolls-Royce Motor Cars este producătorul actual al mașinilor de lux de marca Rolls-Royce, având sediul la Fabrica Goodwood din West Sussex, Anglia. Fabrica este situată vizavi de istoricul Circuit Goodwood în Goodwood, West Sussex, Anglia, fiind o filială a BMW Group.

## Istorie

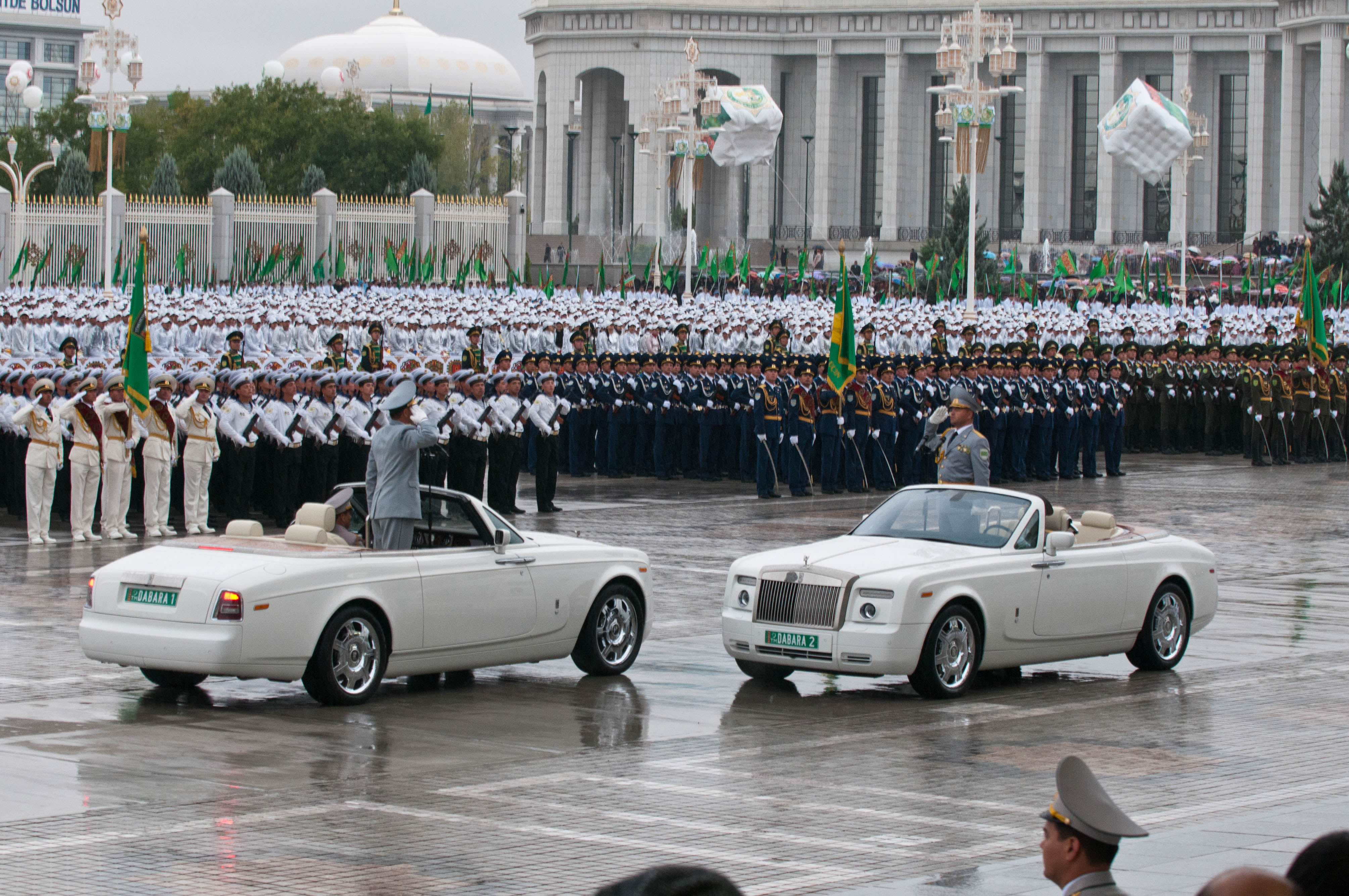
Turkmenistan

Producția mașinilor cu marca Rolls-Royce a început la compania Rolls-Royce Limited în 1903. Fabrica din Goodwood este al cincilea loc din Marea Britanie în care s-au produs în decursul timpului automobile Rolls-Royce. Celelalte sedii au fost în Manchester, Londra, Derby și Crewe. Stema caracteristică cu RR din partea din față a mașinii și-a schimbat culoarea din roșu în negru în 1934, după moartea lui Henry Royce în 1933. Phantom III din 1934 a fost primul Rolls Royce care avea stema neagră.
În anul 1973 Rolls-Royce Limited s-a divizat în Rolls-Royce plc și Rolls-Royce Motors.
Roll-Royce este deținut in totalitate de BMW Group,toate piesele fiind produse de marca bavareză.
În 1998, proprietarii Vickers s-au decis să vândă Rolls-Royce Motors. Cel mai probabil cumpărător era BMW, care deja furniza motoare și alte componente pentru Rolls-Royce și mașinile Bentley, dar oferta finală a celor de la BMW de 340 de milioane de £ a fost întrecută de cea a celor de la Volkswagen care au oferit 430 de milioane de £.
O prevedere în actele de proprietate ale Rolls-Royce spunea că Rolls-Royce plc, producătorul de motoare de avioane ar păstra anumite mărci comerciale esențiale (logo-ul și numele Rolls-Royce) dacă divizia automotive era vândută. Rolls-Royce plc a decis să acorde dreptul de utilizare al logo-ului și al numelui Rolls-Royce celor de la BMW cu care mai făcuseră afaceri în trecut. VW a cumpărat drepturile pentru ornamentul de pe capotă, „Spirit of Ecstasy” și pentru forma grilei radiatorului, dar nu avea dreptul să folosească numele de Rolls-Royce pentru a produce mașini. De asemenea BMW nu avea voie să folosească grila și mascota.
BMW și VW au ajuns la o soluție. Din 1998 până în 2002 BMW va continua să furnizeze motoare pentru mașini și va permite folosirea numelui, dar acest lucru va înceta la 1 ianuarie 2003. De la această dată, numai BMW va putea folosi numele de „Rolls-Royce”, iar fosta divizie a VW Rolls-Royce/Bentley va construi numai mașini „Bentley”. Acest lucru a determinat pe cei de la BMW să deschidă o nouă fabrică în Goodwood aproape de Chichester, West Sussex.